# Usnjarna Čuara
Usnjarna Čuara (včasih napisana kot Čuvara) je ena od treh usnjarn v mestu Fes v Maroku. Je največja usnjarna v mestu in ena najstarejših.Je v Fes el-Baliju, najstarejši medinski četrti mesta, v bližini medrese Safarin ob reki Oued Fes (znani tudi kot Oued Bou Krareb). Od nastanka mesta je industrija strojenja neprestano delovala na enak način kot v zgodnjih stoletjih. Danes industrija strojenja v mestu velja za eno glavnih turističnih znamenitosti. Usnjarne so polne okroglih kamnitih posod, napolnjenih z barvilom ali belimi tekočinami za mehčanje kož. Usnjeni izdelki, proizvedeni v usnjarnah, se izvažajo po vsem svetu.

## Zgodovina
Lokalno izročilo na splošno meni, da sta usnjarna Čuara in usnjarna Sidi Musa jugozahodno od Zavije Mulaj Idrisa iz časa, ko je mesto ustanovil Idris II. (začetek 9. stoletja).:296 Zgodovinska besedila usnjarno Sidi Musa bolj odločno omenjajo v zgodnjem 12. stoletju, vendar je starost usnjarne Čuara bolj nejasna in zgodnejša zgodovina katere koli usnjarne ni trdno ugotovljena. Sodobni zgodovinarji pravijo, da ni jasnih dokazov o tem, kje so bile najzgodnejše usnjarne v mestu, vendar so usnjarne verjetno obstajale kmalu po ustanovitvi mesta in bi verjetno bile blizu glavne reke ali blizu drugih naravnih vodnih virov, tako kot so danes.
Zgodovinski viri kažejo, da so bile strojarne že v zgodnji zgodovini mesta pomembna gospodarska panoga in vezane na velik del njegovega gospodarstva. Izdelki mestnih usnjarn so bili tudi dovolj prestižni, da so jih menda izvažali vse do Bagdada. Al-Džaznai trdi, da so Almohadi (pozno 12. do zgodnje 13. stoletje) šteli skupno 86 strojarskih delavnic v mestu, medtem ko poznejši vir trdi, da jih je bilo v marinidskem obdobju (pozno 13. do 15. stoletje) približno sto. Usnjarne, vključno s strojarno Čuara, so se še naprej večkrat širile ali spreminjale celo v sodobnem času. Poleg usnjarn Čuara in Sidi Musa je bila konec 18. stoletja ustanovljena tudi usnjarna Ain Azliten, ki je na severu mesta.

## Opis
Najbolj opazna značilnost Čuare in drugih lokalnih usnjarn so številne kamnite kadi, napolnjene z različnimi barvili in belimi tekočinami. Kože krav, ovac, koz in kamel se obdelajo tako, da se najprej namočijo v vrsti belih tekočin – narejenih iz različnih mešanic kravjega urina, golobjih iztrebkov, živega apna, soli in vode – da se očistijo in zmehčajo trde kože. Ta postopek traja dva do tri dni in kože pripravi, da takoj absorbirajo barvila. Nato jih namočijo v raztopine za barvanje, ki uporabljajo naravne barve, kot so mak za rdečo, indigo za modro in kana za oranžno. Po barvanju se posušijo na soncu. Nastalo usnje se nato proda drugim obrtnikom, ki ga uporabijo za izdelavo znanih maroških usnjenih izdelkov, kot so torbe, plašči, čevlji in copati, cenjeni zaradi svoje visoke kakovosti. Celoten proces izdelave usnja obsega samo ročno delo in ne vključuje sodobnih strojev, metode pa so ostale nespremenjene od srednjega veka.
- Kadi: tekočine za mehčanje (zgoraj) in barvila (spodaj)
- Moški, ki barvajo usnje v kamnitih posodah strojarne

## Onesnaženost in skrbi za zdravje
Usnjarne so v preteklosti vedno veljale za onesnaževalna območja zaradi odtekanja odpadkov in močnih vonjav, ki jih ustvarjajo. Od 19. stoletja so strojarne v veliki meri uporabljale krom za pomoč pri procesu strojenja. Nekatere vrste kroma so strupene in strojarne proizvajajo tudi različne druge organske odpadke, kar je povzročilo velike količine onesnaženja, tako tal in reke dolvodno od njih. Delavci strojarne in drugi lokalni prebivalci se že dolgo pritožujejo nad škodljivimi učinki na zdravje, pri čemer najresnejši primeri vodijo v raka in zgodnje smrti. V 21. stoletju se je začel obsežen projekt, ki ga je vodila Aziza Čaouni, da bi obnovili reko Fes z izboljšanjem njenega mestnega okolja in poskušali nadzorovati količino onesnaženosti. Na eni točki je projekt predlagal prenehanje ali omejitev delovanja usnjarne Čuara in premestitev strojarske industrije na drugo lokacijo, kjer bi lahko varneje upravljali z onesnaženjem, medtem ko bi same usnjarne spremenili v drugačen gospodarski model ali jih potencialno ponovno uporabili kot javni prostor. Na koncu pa so usnjarne obnovili in jih pustili.